# Кононова, Инна Владимировна
И́нна Влади́мировна Кононова (род. 3 февраля 1971) — российский лингвист, доктор филологических наук, профессор.

## Образование
С отличием окончила Факультет иностранных языков Уссурийского государственного педагогического института (ныне Школа педагогики Дальневосточного федерального университета), квалификация «Учитель английского и французского языков» (1994). Преподаёт в высшей школе с 1994 года.
1995—1998 гг. — аспирантура РГПУ им. А. И. Герцена. В 1998 г. защитила диссертацию на соискание ученой степени кандидата филологических наук, тема «Метафорическое варьирование семантики английского глагола» по специальности 10.02.04. — Германские языки. С 2004 по 2007 — докторантура при кафедре английской филологии РГПУ им. А. И. Герцена (научный руководитель — д.ф.н., профессор М. В. Никитин). В 2010 г. защитила диссертацию на соискание ученой степени доктора филологических наук, тема: «Структура и языковая репрезентация британской национальной морально-этической концептосферы (в синхронии и диахронии)» по специальности 10.02.04. — Германские языки (научный консультант — д.ф.н., профессор И. Б. Руберт).

## Преподавательская работа в высшей школе
С 2011 года работает в Санкт-Петербургском государственном экономическом университете, ранее — Санкт-Петербургский государственный университет экономики и финансов.
C 2011 по 2014 год — доцент кафедры теории языка и переводоведения, с 2014 по 2020 год — профессор кафедры теории языка и переводоведения.
С 2020 года — профессор кафедры теории и практики английского языка и перевода.

## Научная деятельность
Профессор И. В. Кононова является автором более 80 научных и учебно-методических работ (в том числе 2 монографий, статей в ведущих научных журналах, учебных пособий) на русском и английском языках полингвокультурологии, диахронической концептологии, корпусных исследований текста и дискурса, когнитивной поэтики, лексической семантики. Индекс Хирша — 6.
Под научным руководством ученого защищаются диссертации на соискание ученой степени кандидата филологических наук по специальности 10.02.04 — Германские языки.
Является председателем диссертационного совета Д 212.354.09 при СПБГЭУ.

## Основные труды

### Монографии
- Кононова И. В. Генезис британской национальной морально-этической концептосферы сквозь призму языка: монография. Уссурийск: Издательство УГПИ, 2009. — 256с.
- Кононова И. В. Дискурсивная личность американского политического комментатора// Реальность. Вымысел. Текст: коллектив. монография / под ред. Н. Л. Шамне, Л. А. Кочетовой; Федер. гос. авт. образоват. учреждение высш. образования «Волгогр. гос. ун-т», Ин-т филологии и межкультур. коммуникации. — Волгоград : Изд-во ВолГУ, 2019.— С.39—66

### Научные статьи
- Кононова И. В., Кочетова Л. А. Когнитивно-корпусный подход к анализу конструирования ценностных смыслов в рекламном дискурсе". Вопросы когнитивной лингвистики. 2019, № 2. С. 65—75
- Kononova I.V. Transformation of Cultural Concepts within the Conceptual Sphere of a Literary text (on the Material of the Short Story by R. Bradbury «The Smiling People») // Journal of Siberian Federal University. Humanities and Social Sciences, 2015, 8(12). — P.2868-2875
- Кононова И. В. SEO-оптимизированный текст как жанровая разновидность компьютерно-опосредованного рекламного дискурса // Вестник Волгоградского государственного университета. Серия 2: Языкознание, 2016, 15 (4), C.96—104. (в соавторстве с Ф. A. Николаевым).
- Kononova I. V., Kochetova L. A. Corpus-Assisted Study of Discursive Practices in Russian-Language Car Advertisements // Proceedings of the 7th International Scientific and Practical Conference «Current issues of linguistics and didactics: The interdisciplinary approach in humanities» (CILDIAH), 2017, P. 131-—138.
- Kononova, I. & Gunkova, D. The Representation of Values in the Discourse of Political Comment // 6th International conference on meaning and knowledge representation (5—7 July, 2017), St. Petersburg, Russia, book of abstracts, P.35—37.

### Учебные пособия
- Кононова И. В., Белоглазова Е. В., Нильсен Е. А. English for Academic purposes: учебное пособие для аспирантов. СПб.:Изд-во СПбГЭУ, 2015. — 87 с.
- Кононова И. В. «Когнитивная лингвистика»: учебное пособие. — СПб.: Изд-во СПбГЭУ, 2015. — 130 с.
- Кононова И. В., Руберт И. Б. «Курс лекций по семиотике»: учебное пособие. — СПб.: Изд-во СПбГЭУ, 2016. — 126 с.
- Кононова И. В., Генидзе Н. К. Методические рекомендации по изучению дисциплины «Основы языкознания»: учебное пособие. — СПб.: Изд-во СПбГЭУ, 2016. — 49 с.